# Набэсима Наоюки
Набэсима Наоюки (яп. 鍋島 直之, 8 марта 1643 — 8 июня 1725) — японский даймё периода Эдо, 2-й правитель княжества Хасуноикэ (1665—1708).

## Биография
Родился в Эдо как второй сын Набэсимы Наодзуми, 1-го даймё Хасуноикэ. Мать, Мурихимэ, дочь Мацудайры Тадаакиры и вдова Набэсимы Таданао.
В 1656 году Наоюки впервые получил аудиенцию с сёгуном Токугавой Иэцуной, а в 1660 году получил аудиенцию у своего единоутробного брата Набэсимы Мицусигэ, 3-го даймё Саги и главы рода Набэсима. В 1665 году Наоюки унаследовал княжество Хасуноикэ в связи с уходом своего отца на покой.
Однако, поскольку княжество Хасуноикэ территориально находилось внутри княжества Сага, даймё Саги не признавали даймё Хасуноикэ как независимую ветвь рода Набэсима, и к Наоюки относились как к вассалу Саги. Недовольство Наоюки семьей даймё Саги постепенно росло, что ухудшало его отношения с главой рода. В итоге отношения между Сагой и Хасуноикэ стали наихудшими за всё время, несмотря на то, что их даймё были братьями.
Позже Наоюки изо всех сил пытался стать независимым от главы семьи и наладить отношения, но в 1708 году он вышел в отставку из-за преклонного возраста и передал княжество своему младшему брату Набэсиме Наонори. В 1725 году Набэсима Наоюки умер в Хасуикэ (ныне район города Сага) в возрасте 82 лет. Наоюки был похоронен в семейном мавзолее в храме Соган-дзи.

## Семья
Первая жена, дочь Исахаи Сигэёси. Вторая жена, родная дочь Сакакибары Тэрукиё и приёмная дочь Набэсимы Мицусигэ.